# 李彦宏
李 彦宏（り げんこう、拼音: lǐ yànhóng、英語名：Robin Li ロビン・リー、1968年11月17日 - ）は、中国最大の検索エンジンであるBaidu, Inc.（バイドゥ、Baidu ）の創業者であり、現会長兼CEO。2006年には米国のビジネス雑誌「Business Week」が選ぶ「ベストビジネスリーダー」の4位にランクインしている。

## 経歴
19歳の時に山西省陽泉市の全国普通高等学校招生入学考試で成績第1位の首席合格者（高考状元）となる。北京大学を卒業後、ニューヨーク州立大学でコンピューターサイエンス修士取得。卒業後は、Dow Jones＆Company,Inc.やInfoseekに勤務。Infoseekでは検索エンジンの設計を担当。彼が開発したESP技術はInfoseek/GO.COM のサーチエンジンに応用されているほか、GO.COMの画像サーチエンジンも開発している。インターンシップ時代には米国松下電器産業で働いたこともあり、この経験が「人生を変えてしまうほどの大きなきっかけ」となったと語っている。
2000年1月1日、ベンチャーキャピタルからの120万ドル融資を受けてシリコンバレーより帰国し、Baidu, Inc.を設立した。 2001年8月には検索エンジンBaidu.comのベータ版を公開し、同年10月には正式版リリース。2005年には同社を米ナスダック上場へと導いている。

## 人物・その他
- 2011年、2013年に中国本土で1番の資産家だった[2][3]。
- 容姿端麗[4]で優等生・秀才だったことは「宇宙人」（中国語で「外星人」[5]）とも呼ばれる風貌で劣等生・落第生だったライバルの馬雲（アリババ創業者）と比較されることも少なくない[6]。
- 「中国人はプライバシーより利便性を優先する国民性」と発言して物議を醸した[7][8]。
- 清華大学経済管理学院で顧問委員も務めている[9]。
- 2019年7月3日、自社イベントでの基調講演中に聴者の1人がステージ上に上がり、李の頭にペットボトルで液体をかけた椿事が発生した[10]。